# Eugoa crassa
Eugoa crassa là một loài bướm đêm thuộc phân họ Arctiinae, họ Erebidae.